# Col·lecció Museogràfica de Yátova
La Col·lecció Museogràfica de Yátova va ser inaugurada el 2018 fruit de la iniciativa de l'Ajuntament de Yátova i als donants de diverses persones com ara Vicente Martínez Hernández, Vicente Cervera González, Pepa Gimeno Domingo, Vicente Roser Navarro, José Ricarte Jabaloyas o Miguel E. Tórtola Herrero.

## Història
L'inici d'aquesta col·lecció museogràfica és l'interès que va mostrar l'Ajuntament de Yátova per impulsar-ne el patrimoni històric. L'any 2017 va dur a terme les primeres gestions, fent reunions amb la Directora del departament de Prehistòria, Arqueologia i Història Antiga de la Universitat de València, Consuelo Mata; l'Arqueòleg municipal, Sergi Martínez, David Quixal Director de les excavacions del Pic de los Ajos i investigador, la regidora de Cultura, Pepa Gimeno, i l'alcalde Miguel Tórtola.
Per poder seguir endavant es va confeccionar un mostrari històric i etnològic que comprenia, entre altres coses, les restes prehistòriques localitzades a Yátova, entre les quals hi ha algunes troballes del Poblat Ibèric del Pic dels Alls, considerades entre les més importants de l'arc mediterrani. En aquest projecte estaven també involucrats els museus valencians de Prehistòria i Etnologia.
El reconeixement oficial de la col·lecció s'estableix a la Resolució de 10 de gener de 2019 de la Conselleria d'Educació, Investigació, Cultura i Esport, i la seva posterior publicació al Diari Oficial de la Generalitat Valenciana (DOGV).
Forma part de la Xarxa de Museus Etnològics Locals de la Diputació de València, coordinats per L'ETNO.

## Descripció

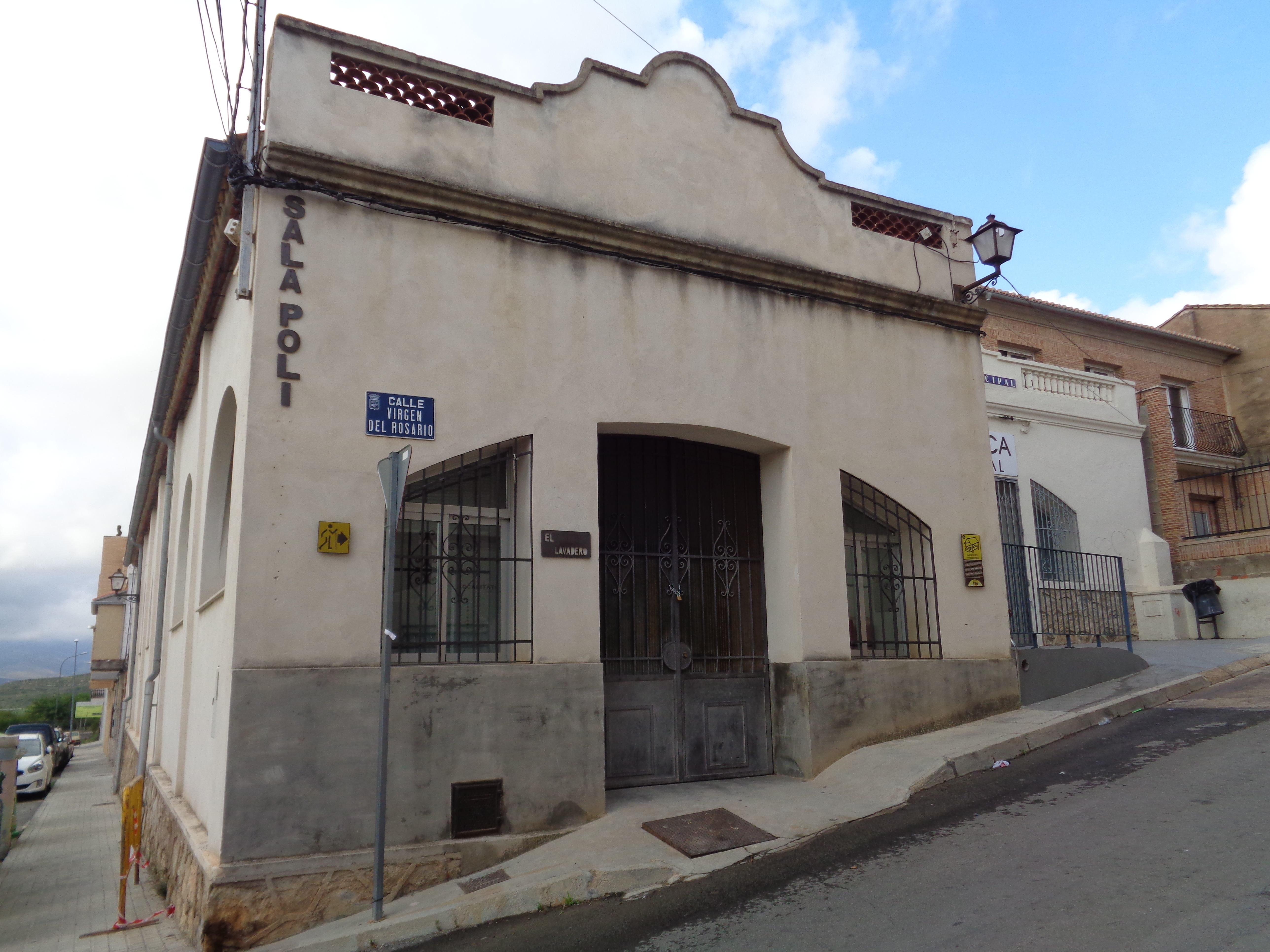
Antic Safareig

La col·lecció està situada en l'antic safareig públic, edifici catalogat con Bé Immoble d'Etnologia per la Generalitat Valenciana; i s'hi poden diferenciar dues seccions:
- l'arqueològic
- i l'etnogràfic.

Per una banda, la col·lecció museogràfica de Yátova és un reflex de la vida rural, els oficis i els treballs associats al bosc i al camp d'aquesta població de la comarca de la Foia de Bunyol.

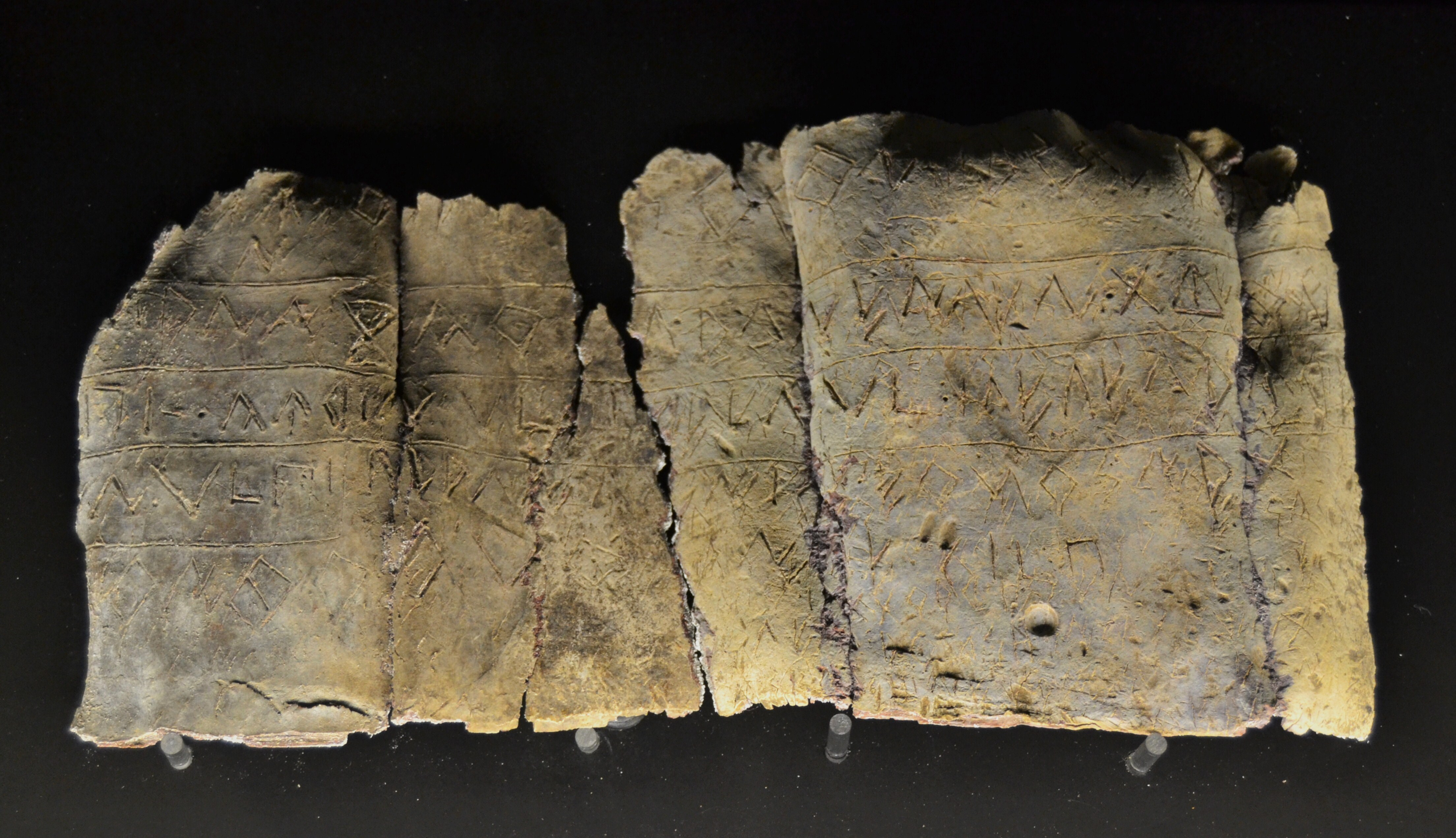
Làmina de plom amb escriptura ibèrica, Pico de los Ajos (Iàtova), Museu de Prehistòria de València. La rèplica està a Yátova.

Els fons d´aquesta col·lecció subministrats per donacions dels veïns han permès representar com es vivia en un poble de l'interior al llarg dels segles XIX i XX.
A la col·lecció es poden veure útils relacionades amb el treball al camp, com amarratges per unir l'animal de tir al carreu o carreta, mossegades per mantenir el cavall quiet mentre se'ls posaven les ferradures a les peülles, malls usats per aixafar l'espart , i manyoples o zoquetes per protegir la mà quan es treballava amb la falç al camp. També es poden contemplar estris de les cases antigues com recipients de fang per al transport de líquids, llindes d'oli perquè no existia l'electricitat, i ceràmiques que emmagatzemaven adobats i salaons, entre d'altres. A més, la col·lecció compta amb una secció relacionada amb els oficis que s'exercien antany a la zona, com a objectes relacionats principalment amb la transformació de la fusta.
Per l'altra, a la seua part arqueològica, podem destacar:
- els ploms ibers i
- una ampolla de cos cilíndric que és d'origen visigot (tot i ser rèpliques, estant les originals al Museu de Prehistòria de València)

Ambdues peces provenen del jaciment de poblat Íber Pico de los Ajos. Les planxes de plom van ser estudiades per Domingo Fletcher Valls, presentant textos escrits en alfabet ibèric oriental reutilitzats per a l'escriptura, de manera que a la superfície dels ploms el que podem llegir és allò que data d'uns textos més moderns. L'ampolla de cos cilíndric és visigoda, i es considera que es pot deure a una ocupació de caràcter visigot a la zona.